# ناثانيل وارد (قسيس)
ناثانيل وارد (و. 1578 – أكتوبر 1652 م) هو قسيس، وكاتب من مملكة إنجلترا.

## التعليم
تعلم في كلية ايمانويل، كامبريدج
.

## روابط خارجية
- ناثانيل وارد على موقع الموسوعة البريطانية (الإنجليزية)
- ناثانيل وارد على موقع إن إن دي بي (الإنجليزية)